# 밀양 청운리 안씨고가
밀양 청운리 안씨고가(密陽 靑雲里 安氏古家)는 대한민국 경상남도 밀양시 부북면 청운리에 있는 , 조선 후기 경상도 지방 상류 가정을 살펴 볼 수 있는 집이다. 1985년 1월 23일 경상남도의 문화재자료 제113호로 지정되었다.

## 개요
조선 후기 경상도 지방 상류 가정을 살펴 볼 수 있는 집이다.
1840년대에 안붕원이 부북면 전사포리에서 이곳으로 이사한 뒤, 1870년대에 안채와 별채 2동과 대문을 지었다. 사랑채와 창고, 바깥대문 등은 1890년경에 새로 지은 건물이다.

## 참고 문헌
- 밀양 청운리 안씨고가 - 국가유산청 국가유산포털